# Tenucephalus marginellus
Tenucephalus marginellus är en insektsart som beskrevs av Delong 1944. Tenucephalus marginellus ingår i släktet Tenucephalus och familjen dvärgstritar. Inga underarter finns listade i Catalogue of Life.